# Bashley (Hampshire)
Bashley est un village du sud du Hampshire, en Angleterre. Il se trouve dans la New Forest à la périphérie de New Milton et se trouve à 2 milles (3 km) du Solent.

## Histoire
L'histoire de Bashley remonte à la période anglo-saxonne. La première mention de Bashley est enregistrée dans une charte comme appartenant au Prieuré de Christchurch où il est fait référence à un domaine appelé Bagesluceleia pour l'année 1053.
Le nom signifie « bois / clairière de Baegloc ».
Ce nom peu commun a été porté par un abbé du VIIIe siècle.

À l’époque du Domesday Book, en 1086, l’agglomération était connue sous le nom de Bailocheslei et était dirigée par le prêtre Alsi qui la tenait du roi. Alsi avait droit aux bénéfices de « la moitié d'un moulin » s'élevant à 3 shillings.
Bashley a été acheté peu de temps après par le prieuré de Christchurch.
Une chapelle est enregistrée à Bashley dès le XIIIe siècle. Jusqu'à la Dissolution des monastères sous Henri VIII, Bashley appartenait au prieuré, bien qu'il fût généralement administré dans le cadre du domaine de Somerford. 
En 1315, Robert Boscher mourut propriétaire du manoir de Bashley. Le prieuré possédait encore une partie du domaine d'origine en 1384, lorsqu'il reçut une gratification. Cette terre semble avoir été absorbée dans le manoir de Somerford ; elle est incluse dans un document de 1628 et soixante ans plus tard, il est fait mention d'un bosquet à Bashley appartenant au manoir. Bashley Common était enclos en 1817.
Le manoir Ossemsley a changé de mains à quelques reprises au XIXe siècle, avant d'être reconstruit pour  Sir Alfred Cooper en 1908.

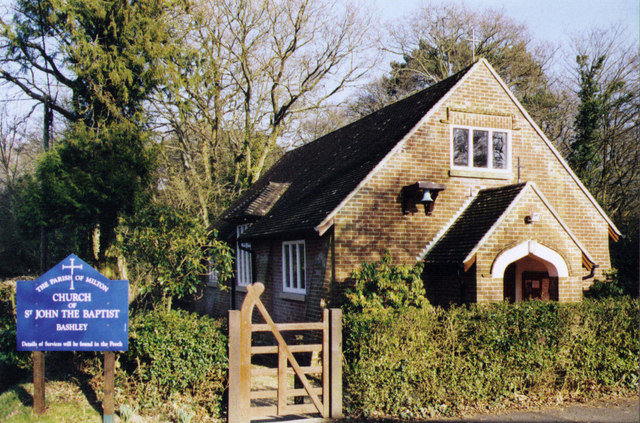
Église Saint-Jean-Baptiste.

L'église Saint Jean Baptiste a été construite entre 1909 et 1910 pour 300 £. Elle dépend de l'église Sainte-Marie-Madeleine de New Milton. Une église en tôle ondulée a été érigée peu après.

## Histoire contemporaine
En 1945, après la  Seconde Guerre mondiale, des fonds ont été levés pour une salle des fêtes et un terrain de sport. 
La populaire exposition annuelle de fleurs et la fête ont été introduites. 3,5 acres (1 ha) ont été achetés en 1948 pour 1 000 £ « pour améliorer la vie des habitants de Bashley » et un bail a été accordé au  Bashley Football Club pour utiliser les terrains. 
Une ancienne cabane du ministère des Travaux publics, achetée pour 150 livres, a été livrée en janvier 1950. 
La salle a été reconstruite en 1987 après la levée de fonds, avec le Bashley Horse Show et Bashley Canival.
À l'extrémité nord du village se trouve le hameau de  Wootton. 
Le pub public de Wootton est « The Rising Sun ». Il se trouve sur le site actuel depuis plus de deux cents ans. 
À l'est de Bashley coule le Danes Stream. Le nom dérive du mot saxon « denu », qui signifie « flux ».
Les romantiques victoriens étaient tellement convaincus qu’il devait y avoir eu  une bataille impliquant les Danois (Vikings) que les anciennes cartes de l'Ordnance Survey marquaient le site d’une bataille à Bashley.
À l’ouest de Bashley, se trouve l'agglomération d'Ossemsley.